# Reial Institut Belga de Ciències Naturals
El Reial Institut Belga de Ciències Naturals és un museu d'història natural situat a Brussel·les, Bèlgica. Les seves peces més importants són 30 esquelets fossilitzats d'Iguanodon, que van ser descobertes el 1878 al jaciment de Bernissart. La sala de dinosaures d'aquest museu és la més gran del món completament dedicada als dinosaures. Una altra peça famosa és l'os d'Ishango, que va ser descobert el 1960 per Jean de Heinzelin de Braucourt.

## Història
El museu va ser fundat el 31 de març de 1846 com a successor del Museum van Brussel de 1802. Es basava en la col·lecció iniciada pel governador dels Països Baixos austríacs Carles Alexandre de Lorena, que datava del segle xviii. Bernard du Bus de Gisignies va ser el seu primer director el 1846. Per a aquesta ocasió, va donar 2.474 ocells de la seva pròpia col·lecció al museu.
El 1860, durant la construcció de les noves fortificacions al voltant d'Anvers, es van trobar una gran quantitat de fòssils, molts d'ells de balenes. El museu també va obtenir esquelets de balena boreal (Balaena mysticetus) i un jove rorqual blau (Balaenoptera musculus), les quals encara es mostren al museu. El 1860 l'esquelet d'un mamut va ser trobat prop de Lier i va ser portat al museu (hi és exposat des de 1869). En aquell moment l'únic esquelet de mamut exposat al públic es trobava a Sant Petersburg (Rússia). El 1878, en una mina de carbó a Bernissart es va produir el descobriment més gran fins a la data de fòssils d'Iguanodon al qual almenys 38 exemplars van ser desenterrats, dels quals 30 són exposats al museu des de 1882.
Des de 2007, una completa, ampliada i renovada sala de dinosaures de 4.580 m², és la major sala d'exposició de dinosaures del món.